# Ferdinando d'Orléans
Ferdinando d'Orléans (in francese: Ferdinand Philippe Marie; Neuilly-sur-Seine, 12 luglio 1844 – Belmont, 29 giugno 1910) fu duca d'Alençon e principe della Casa d'Orléans.

## Biografia

### Infanzia ed esilio
Ferdinando era figlio secondogenito di Luigi d'Orleans, duca di Nemours, e della sua sposa la principessa Vittoria di Sassonia-Coburgo-Kohary.
I suoi nonni paterni erano il re Luigi Filippo di Francia e la regina Maria Amalia, nata principessa delle Due Sicilie; quelli materni il principe Ferdinando di Sassonia-Coburgo-Kohary e Maria Antonia di Koháry.
Fu chiamato Ferdinando Filippo in omaggio allo zio paterno Ferdinando Filippo d'Orléans, principe regio, deceduto accidentalmente due anni prima della sua nascita.
Nel febbraio del 1848, quando Ferdinando d'Orléans aveva quattro anni, lasciò la Francia ai rivoluzionari con la sua famiglia. I suoi genitori, il duca e la duchessa di Nemours, si stabilirono in Inghilterra dal re di Francia Luigi Filippo I, ed è in questo paese che il ragazzo crebbe.

### Carriera militare
Dopo due anni di scuola pubblica a Edimburgo,  imparò la professione delle armi nella scuola militare di Segovia e poi, con il permesso di soggiorno in Francia, si arruolò come ufficiale l'esercito spagnolo (tra cui faceva parte suo zio, il duca di Montpensier). Partecipò un corpo di spedizione per sopprimere una rivolta nelle Filippine. Il suo coraggio gli valse il grado di capitano, ma la deposizione della regina Isabella II di Spagna lo costrinse a dare le dimissioni dall'esercito. Il nuovo governo spagnolo lo considerò come il successore del sovrano, ma la fedeltà a questi ultimi, e per non contrastare le ambizioni di suo zio, il duca di Montpensier, Ferdinando rifiutò l'offerta. 

### Matrimonio
Il 28 settembre del 1868 Ferdinando sposò a Possenhofen la duchessa Sofia Carlotta in Baviera, penultima figlia di Massimiliano, duca in Baviera e della principessa Ludovica di Baviera. La sposa era sorella minore dell'imperatrice d'Austria Elisabetta, della regina delle Due Sicilie Maria Sofia, della contessa di Trani Matilde e della principessa di Thurn und Taxis Elena.
La coppia si trasferì in Inghilterra senza un soldo, nella casa dei Duchi di Nemours.
La giovane coppia visse felicemente a Alençon, in Sicilia e a Roma, presso il Re delle Due Sicilie, per curare la salute della duchessa, molto indebolita dal primo parto. Erroneamente sospettato di ripristinare i Borboni sul trono delle Due Sicilie, si trasferì a Merano e Mentelberg nel Tirolo austriaco (ora in Italia). La Duchessa diede alla luce il suo secondo e ultimo figlio, Emmanuel, mentre il Duca si trovava  a Parigi con il padre nel preparare l'arrivo della sua famiglia in patria.
Tornato in Francia dopo la caduta del Secondo Impero, Ferdinando d'Orleans poté finalmente diventare un ufficiale dell'esercito di quel paese che amava. La coppia si trasferì a Vincennes con i suoi due figli.
Come sua moglie, ora terziaria domenicana nel 1876, il Duca di Alençon divenne un membro del Terzo Ordine Francescano, e dedicò molto tempo in beneficenza.
Nel 1891, sua figlia Luisa sposò un cugino tedesco, il principe Alfonso di Baviera. Cinque anni dopo, il duca di Vendôme sposò la principessa Enrichetta del Belgio.

### Morte
Nel 1897, la duchessa di Alençon morì in un incendio al Bazar de la Charité. Dopo la morte della moglie il principe cominciò a viaggiare in tutta Europa, per difendere le posizioni della Francia.
Il duca d'Alençon morì nel 1910. Il suo corpo e quello di sua moglie sono ora riuniti nella cappella reale d'Orleans, a Dreux.

## Discendenza
Dal matrimonio tra il principe Ferdinando e la duchessa Sofia Carlotta di Baviera nacquero due figli:
- Luisa Vittoria (1869–1952), che sposò il principe Alfonso di Baviera (1862–1933);
- Emanuele (1872–1931), duca di Vendôme, che sposò la principessa Enrichetta del Belgio (1870-1948).

## Ascendenza
|                                                 |                                              |                                                     | Genitori                                         |  |  | Nonni |  |  | Bisnonni                            |  |  | Trisnonni                          |  |
|                                                 |                                              |                                                     |                                                  |  |  |       |  |  | Luigi Filippo II di Borbone-Orléans |  |  | Luigi Filippo I di Borbone-Orléans |  |
|                                                 |                                              |                                                     |                                                  |  |  |       |  |  | Luigi Filippo II di Borbone-Orléans |  |  | Luigi Filippo I di Borbone-Orléans |  |
|                                                 |                                              | Luisa Enrichetta di Borbone-Conti                   |                                                  |  |  |       |  |  | Luigi Filippo II di Borbone-Orléans |  |  |                                    |  |
| Luigi Filippo di Francia                        |                                              |                                                     |                                                  |  |  |       |  |  | Luigi Filippo II di Borbone-Orléans |  |  |                                    |  |
|                                                 |                                              | Luisa Maria Adelaide di Borbone-Penthièvre          | Luigi Giovanni Maria di Borbone-Penthièvre       |  |  |       |  |  |                                     |  |  |                                    |  |
|                                                 |                                              | Luisa Maria Adelaide di Borbone-Penthièvre          | Luigi Giovanni Maria di Borbone-Penthièvre       |  |  |       |  |  |                                     |  |  |                                    |  |
|                                                 |                                              | Luisa Maria Adelaide di Borbone-Penthièvre          | Maria Teresa d'Este                              |  |  |       |  |  |                                     |  |  |                                    |  |
| Luigi d'Orléans, duca di Nemours                |                                              | Luisa Maria Adelaide di Borbone-Penthièvre          |                                                  |  |  |       |  |  |                                     |  |  |                                    |  |
|                                                 |                                              | Ferdinando I delle Due Sicilie                      | Carlo III di Spagna                              |  |  |       |  |  |                                     |  |  |                                    |  |
|                                                 |                                              | Ferdinando I delle Due Sicilie                      | Carlo III di Spagna                              |  |  |       |  |  |                                     |  |  |                                    |  |
|                                                 |                                              | Ferdinando I delle Due Sicilie                      | Maria Amalia di Sassonia                         |  |  |       |  |  |                                     |  |  |                                    |  |
| Maria Amalia di Borbone-Due Sicilie             |                                              | Ferdinando I delle Due Sicilie                      |                                                  |  |  |       |  |  |                                     |  |  |                                    |  |
|                                                 |                                              | Maria Carolina d'Asburgo-Lorena                     | Francesco I di Lorena                            |  |  |       |  |  |                                     |  |  |                                    |  |
|                                                 |                                              | Maria Carolina d'Asburgo-Lorena                     | Francesco I di Lorena                            |  |  |       |  |  |                                     |  |  |                                    |  |
|                                                 |                                              | Maria Carolina d'Asburgo-Lorena                     | Maria Teresa d'Austria                           |  |  |       |  |  |                                     |  |  |                                    |  |
| Ferdinando d'Orléans, duca d'Alençon            |                                              | Maria Carolina d'Asburgo-Lorena                     |                                                  |  |  |       |  |  |                                     |  |  |                                    |  |
|                                                 | Francesco, Duca di Sassonia-Coburgo-Saalfeld | Ernesto Federico, Duca di Sassonia-Coburgo-Saalfeld |                                                  |  |  |       |  |  |                                     |  |  |                                    |  |
|                                                 | Francesco, Duca di Sassonia-Coburgo-Saalfeld | Ernesto Federico, Duca di Sassonia-Coburgo-Saalfeld |                                                  |  |  |       |  |  |                                     |  |  |                                    |  |
|                                                 | Francesco, Duca di Sassonia-Coburgo-Saalfeld | Sofia Antonia di Brunswick-Wolfenbüttel             |                                                  |  |  |       |  |  |                                     |  |  |                                    |  |
| Principe Ferdinando di Sassonia-Coburgo e Gotha | Francesco, Duca di Sassonia-Coburgo-Saalfeld |                                                     |                                                  |  |  |       |  |  |                                     |  |  |                                    |  |
|                                                 |                                              | Augusta di Reuss-Ebersdorf                          | Enrico XXIV, Conte Reuss di Ebersdorf            |  |  |       |  |  |                                     |  |  |                                    |  |
|                                                 |                                              | Augusta di Reuss-Ebersdorf                          | Enrico XXIV, Conte Reuss di Ebersdorf            |  |  |       |  |  |                                     |  |  |                                    |  |
|                                                 |                                              | Augusta di Reuss-Ebersdorf                          | Carolina Ernestina di Erbach-Schönberg           |  |  |       |  |  |                                     |  |  |                                    |  |
| Vittoria di Sassonia-Coburgo-Kohary             |                                              | Augusta di Reuss-Ebersdorf                          |                                                  |  |  |       |  |  |                                     |  |  |                                    |  |
|                                                 |                                              | Ferencz József Koháry de Csábrág                    | Ignaz Koháry de Csábrág                          |  |  |       |  |  |                                     |  |  |                                    |  |
|                                                 |                                              | Ferencz József Koháry de Csábrág                    | Ignaz Koháry de Csábrág                          |  |  |       |  |  |                                     |  |  |                                    |  |
|                                                 |                                              | Ferencz József Koháry de Csábrág                    | Maria Anna von Cavriani                          |  |  |       |  |  |                                     |  |  |                                    |  |
| Maria Antonia di Koháry                         |                                              | Ferencz József Koháry de Csábrág                    |                                                  |  |  |       |  |  |                                     |  |  |                                    |  |
|                                                 |                                              | Maria Antonia di Waldstein-Wartenberg               | Giorgio Cristiano, Conte di Waldstein-Wartenberg |  |  |       |  |  |                                     |  |  |                                    |  |
|                                                 |                                              | Maria Antonia di Waldstein-Wartenberg               | Giorgio Cristiano, Conte di Waldstein-Wartenberg |  |  |       |  |  |                                     |  |  |                                    |  |
|                                                 |                                              | Maria Antonia di Waldstein-Wartenberg               | Contessa Elisabeth Ulfeldt                       |  |  |       |  |  |                                     |  |  |                                    |  |
|                                                 |                                              | Maria Antonia di Waldstein-Wartenberg               |                                                  |  |  |       |  |  |                                     |  |  |                                    |  |